# Život u čizmama sa visokom petom
Život u čizmama sa visokom petom je třetí a zároveň poslední studiové album jugoslávské rockové skupiny Time, vydané v roce 1976. Stejně jako jejich předchozí dvě alba, toto album znovu produkuje Vladimir Mihaljek Miha.

## Seznam skladeb

### Strana 1
1. "Igraj narode moj"
2. "Jer sve je u pjesmi što čovjeku treba"
3. "London, decembar 75"
4. "Nitko ne zna zašto"

### Strana 2
1. "Rock'n'roll u Beogradu"
2. "Superstar"
3. "Život u čizmama s visokom petom"
4. "Ispovjest jednog Sarajlije"

## Sestava
- Dado Topić - zpěv, baskytara
- Karel "Čarli" Novak - baskytara
- Ratko "Rale" Divjak - bicí
- Ivan-Piko Stančić - bicí
- Vedran Petar Božić - kytara Hammond B3, zpěv
- Christopher-Chris Nicholls - pianino, piáno, klavinet, syntezátor, Hammond C3
- Zdenka Kovačiček - doprovodný zpěv